# Yanıkkışla, Tarsus
Yanıkkışla là một xã thuộc huyện Tarsus, tỉnh Mersin, Thổ Nhĩ Kỳ. Dân số thời điểm năm 2011 là 466 người.